# Naturkörper
Unter einem Naturkörper versteht man im engeren Sinne Mineralien, Meteore, erratische Blöcke, Versteinerungen und Überreste von Menschen, Tieren und Pflanzen aus historischer Zeit, sofern sie Gegenstand archäologischer Untersuchungen sind.
Naturkörper sind Sachen, die in der Natur grundsätzlich in mehrfacher Zahl vorkommen. Diese sind in der Regel auch an keine andere Eigentumserwerbsart gebunden und es ist auch für den Eigentumserwerb keine besondere Bewilligung notwendig (zum Beispiel wie für den Abbau von Bodenschätzen). Naturkörper sind Sachen, die in der Regel nicht zuvor bereits einer anderen Person gehört haben. Sie sind somit nicht zuvor in Verlust geraten und wurden auch nicht versteckt (Abgrenzung zum Schatz).
In der Regel hat der einzelne Naturkörper für sich betrachtet auch keinen besonderen Marktwert (jedoch zum Beispiel einen Liebhaberwert).
Heute wird auch der Boden als Naturkörper bezeichnet, da auch er ein schützenswertes und nach sein Zerstörung nicht wiederherstellbares Gut ist.